# Pantoporia alba
Pantoporia alba är en fjärilsart som beskrevs av Charles Oberthür. Pantoporia alba ingår i släktet Pantoporia och familjen praktfjärilar. Inga underarter finns listade i Catalogue of Life.